# سفارة الولايات المتحدة في أفغانستان
سفارة الولايات المتحدة في أفغانستان هي أرفع تمثيل دبلوماسي لدولة الولايات المتحدة لدى أفغانستان. تقع السفارة في كابل وهي تهدف لتعزيز المصالح الأمريكية في أفغانستان.

## وصلات خارجية
- قائمة سفارات الولايات المتحدة
- قائمة السفارات في أفغانستان